# War Dogs
War Dogs (no Brasil, Cães de Guerra e em Portugal, Os Traficantes) é um filme estadunidense dirigido por Todd Phillips e escrito por Stephen Chin, Todd Phillips e Jason Smilovic, baseado em Arms and the Dudes, de Guy Lawson. Protagonizado por Jonah Hill, Miles Teller, Ana de Armas e Bradley Cooper, estreou em seu país de origem em 19 de agosto de 2016. O poster do filme é uma clara referência ao poster de Scarface (1983). O filme segue dois traficantes de armas, Efraim Diveroli e David Packouz, que recebem um contrato do Exército dos EUA para fornecer munições para o Exército Nacional Afegão no valor de aproximadamente $ 300 milhões. O filme é fortemente ficcionalizado e dramatizado, e alguns de seus eventos, como a dupla dirigindo pelo Iraque, foram inventados ou baseados em outros eventos, como as próprias experiências do roteirista Stephen Chin.

## Elenco
- Jonah Hill - Efraim Diveroli
- Miles Teller - David Packouz
- Ana de Armas - Iz
- Bradley Cooper - Henry Girard[9]
- Kevin Pollak - Ralph Slutzky
- Patrick St. Esprit - Phillip Santos
- Shaun Toub - Marlboro
- J. B. Blanc - Bashkim
- Gabriel Spahiu - Enver
- Barry Livingston - Army Bureaucrat
- Eddie Jemison
- David Packouz - Cantor